# Chopard Diamond
Pour l’article homonyme, voir Diamond Award.
Le Chopard Diamond Award, ou simplement le Diamond Award, est une récompense créée en 2001 et attribuée lors des World Music Awards aux artistes qui ont vendu plus de 100 millions d'albums au cours de leur carrière. Le Diamond Award n'est pas décerné chaque année et seulement six artistes l'ont reçu depuis sa création (il a été attribué la dernière fois en 2008).

## Liste des  artistes ayant reçu le prix
- 2001 : Rod Stewart[1]
- 2003 : Mariah Carey
- 2004 : Céline Dion
- 2005 : Bon Jovi[2]
- 2006 : Michael Jackson[3]
- 2008 : The Beatles

## Millenium Awards
En 2000, un autre prix intitulé « Millenium Award » (« Prix du Millénaire ») récompensant les artistes ayant vendu le plus de disques a été remis à Michael Jackson dans la catégorie masculine et à Mariah Carey dans la catégorie féminine.